# Partido Revolucionário Institucional
O Partido Revolucionário Institucional (PRI) é um dos principais partidos políticos do México que teve o poder hegemônico sobre este país entre 1929 até 2000. Todos os presidentes do México foram deste partido, até que foi derrotado nas eleições do ano de 2000 pelo candidato do Partido da Ação Nacional, Vicente Fox Quesada.
Atualmente a presidente nacional do partido é César Camacho Quiroz e a Secretaria Geral é ocupada por Ivonne Ortega Pacheco, ambos eleitos em 2012. O PRI é membro da Internacional Socialista, porém, sua ideologia em nada se assemelha à social-democracia, já que, a partir da década de 80, o partido enquanto governo adoptou medidas, como privatizações, liberalização do comércio e corte nos gastos públicos, medidas estas, que muito se assemelham com as de seu principal opositor o Partido da Ação Nacional, abandonando uma linha desenvolvimentista que sempre caracterizou o partido. Além do mais, ainda que conte com sindicalistas nos quadros do partido, estes não adotam uma linha combativa ao neoliberalismo, sendo apenas um instrumento dessa organização na busca de influência sobre os trabalhadores. Desde 1989, o PRI governava 32 entidades federativas, número que hoje foi reduzido a 15.
A oposição ao partido, como académicos e historiadores sustentam que durante o período de governo do PRI, as eleições eram nada mais que uma simulação de uma aparente democracia. Também lembram que fraudes eleitorais, incluindo repressão e violência contra os eleitores, eram recursos utilizados pelo PRI quando o sistema político não funcionava como o partido pretendia. Em 1990, o escritor peruano Mario Vargas Llosa alcunhou o governo mexicano, sob o PRI, de uma "ditadura perfeita".
O PRI conservou a maioria relativa no Congresso na eleições de 2 de julho de 2006, colocando-se como a terceira maior força política do México, sendo que até o ano 2000, conservara-se como a maior.
O partido voltou ao poder em 2012, com a eleição de Enrique Peña Nieto, mas voltou a oposição em 2018.

## História
Em 4 de março de 1929 o ex-presidente Plutarco Elías Calles criou o Partido Nacional Revolucionário (PNR) com a finalidade de estabelecer no país e normalizar o acesso ao poder dos principais veteranos da Revolução Mexicana. Nove anos depois, em 1938, o também presidente Lázaro Cárdenas del Río, apoiado pelas principais centrais de operários e camponesas do país, muda o nome da instituição para Partido da Revolução Mexicana (PRM). Finalmente, no ano de 1946, com o fim de enfatizar o início de uma nova época na qual o governo do México não seria mais liderado pelos principais revolucionários e sim pelas instituições sociais que surgiram a partir da guerra civil, o partido adaptou o nome com o qual se conhece até a atualidade: Partido Revolucionário Institucional (PRI).

## Presidentes do PRI
- (1929 - 1930): David Casillas Peralta
- (1930) : Basilio Badillo
- (1930) : Emilio Portes Gil
- (1930 - 1931): Lázaro Cárdenas del Río
- (1931 - 1933): Manuel Pérez Treviño
- (1933) : Melchor Ortega
- (1933) : Manuel Pérez Treviño
- (1933 - 1934): Carlos Riva Palacio
- (1934 - 1935): Matías Ramos Santos
- (1935 - 1936): Emilio Portes Gil
- (1936 - 1938): Silvano Barba González
- (1938 - 1939): Luis I. Rodríguez
- (1939 - 1940): Heriberto Jara
- (1940 - 1946): Antonio I. Villalobos
- (1946) : Rafael Pascasio Gamboa
- (1946 - 1952): Rodolfo Sánchez Taboada
- (1952 - 1956): Gabriel Leyva Velázquez
- (1956 - 1958): Agustín Olachea
- (1958 - 1964): Alfonso Corona del Rosal
- (1964 - 1965): Carlos Alberto Madrazo Becerra
- (1965 - 1968): Lauro Ortega
- (1968 - 1970): Alfonso Martínez Domínguez
- (1970 - 1972): Manuel Sánchez Vite
- (1972 - 1975): Jesús Reyes Heroles
- (1975 - 1976): Porfirio Muñoz Ledo
- (1976 - 1979): Carlos Sansores Pérez
- (1979 - 1981): Gustavo Carvajal Moreno
- (1981) : Javier García Paniagua
- (1981 - 1982): Pedro Ojeda Paullada
- (1982 - 1986): Adolfo Lugo Verduzco
- (1986 - 1988): Jorge de la Vega Domínguez
- (1988 - 1992): Luis Donaldo Colosio Murrieta
- (1992) : Rafael Rodríguez Barrera
- (1992 - 1993): Genaro Borrego Estrada
- (1993 - 1994): Fernando Ortiz Arana
- (1994) : Ignacio Pichardo Pagaza
- (1994 - 1995): María de los Ángeles Moreno
- (1995 - 1996): Santiago Oñate Laborde
- (1996 - 1997): Humberto Roque Villanueva
- (1997 - 1999): Mariano Palacios Alcocer
- (1999) : José Antonio González Fernández
- (1999 - 2002): Dulce María Sauri Riancho
- (2002 - 2005): Roberto Madrazo Pintado
- (2005) : César Augusto Santiago
- (2005 - 2007): Mariano Palacios Alcocer
- (2007 - 2011) : Beatriz Pa#3cb371es Rangel
- (2011) : Humberto Moreira Valdés
- (2011) : Cristina Díaz Salazar
- (2011-2012): Pedro Joaquín Coldwell
- (2012): Cristina Díaz Salazar
- (2012 - 2015): César Camacho Quiroz
- (2015 - 2016): Manlio Fabio Beltrones
- (2016) : Carolina Monroy del Mazo
- (2016 - ): Enrique Ochoa Reza

## Presidentes do México pertencente ao PRI
1. 1928-1930: Emilio Portes Gil
2. 1930-1932: Pascual Ortiz Rubio
3. 1932-1934: Abelardo L. Rodríguez
4. 1934-1940: Lázaro Cárdenas del Río
5. 1940-1946: Manuel Ávila Camacho
6. 1946-1952: Miguel Alemán Valdés
7. 1952-1958: Adolfo Ruiz Cortines
8. 1958-1964: Adolfo López Mateos
9. 1964-1970: Gustavo Díaz Ordaz
10. 1970-1976: Luis Echeverría Álvarez
11. 1976-1982: José López Portillo y Pacheco
12. 1982-1988: Miguel de la Madrid Hurtado
13. 1988-1994: Carlos Salinas de Gortari
14. 1994-2000: Ernesto Zedillo Ponce de León
15. 2012-2018: Enrique Peña Nieto

## Candidatos à Presidência do México
- 1929: Pascual Ortiz Rubio
- 1934: Lázaro Cárdenas del Río
- 1940: Manuel Ávila Camacho
- 1946: Miguel Alemán Valdés
- 1952: Adolfo Ruiz Cortines
- 1958: Adolfo López Mateos
- 1964: Gustavo Díaz Ordaz
- 1970: Luis Echeverría Álvarez
- 1976: José López Portillo
- 1982: Miguel de la Madrid Hurtado
- 1988: Carlos Salinas de Gortari
- 1994: Luis Donaldo Colosio Murrieta (foi morto durante a campanha)
- 1994: Ernesto Zedillo Ponce de León (foi nomeado após a morte de Colosio)
- 2000:Francisco Labastida Ochoa
- 2006: Roberto Madrazo Pintado
- 2012: Enrique Peña Nieto
- 2018: José Antonio Meade Kuribreña

## Resultados eleitorais

### Eleições presidenciais
| Data | Candidato apoiado         | CI. | Votos      | %             |
| ---- | ------------------------- | --- | ---------- | ------------- |
| 1929 | Pascual Ortiz Rubio       | 1.º | 1 947 848  | 93,6 / 100,0  |
| 1934 | Lázaro Cárdenas del Río   | 1.º | 2 225 000  | 98,2 / 100,0  |
| 1940 | Manuel Ávila Camacho      | 1.º | 2 476 641  | 93,9 / 100,0  |
| 1946 | Miguel Alemán Valdés      | 1.º | 1 786 901  | 77,9 / 100,0  |
| 1952 | Adolfo Ruiz Cortines      | 1.º | 2 713 419  | 74,3 / 100,0  |
| 1958 | Adolfo López Mateos       | 1.º | 6 767 754  | 90,4 / 100,0  |
| 1964 | Gustavo Díaz Ordaz        | 1.º | 8 368 446  | 88,8 / 100,0  |
| 1970 | Luis Echeverría           | 1.º | 11 970 893 | 86,0 / 100,0  |
| 1976 | José López Portillo       | 1.º | 16 727 993 | 100,0 / 100,0 |
| 1982 | Miguel de la Madrid       | 1.º | 16 748 006 | 74,3 / 100,0  |
| 1988 | Carlos Salinas de Gortari | 1.º | 9 687 926  | 50,7 / 100,0  |
| 1994 | Ernesto Zedillo           | 1.º | 17 181 651 | 48,7 / 100,0  |
| 2000 | Francisco Labastida Ochoa | 2.º | 13 579 718 | 36,1 / 100,0  |
| 2006 | Roberto Madrazo           | 3.º | 9 301 441  | 22,3 / 100,0  |
| 2012 | Enrique Peña Nieto        | 1.º | 19 158 592 | 39,2 / 100,0  |
| 2018 | José Antonio Meade        | 3.º | 9289 378   | 16,4 / 100,0  |

### Eleições legislativas

#### Câmara dos Deputados
| Data | M. Uninominal | M. Uninominal | M. Uninominal | M. Uninominal | M. Proporcional | M. Proporcional | M. Proporcional | M. Proporcional | Deputados | +/- |
| Data | CI.           | Votos         | %             | +/-           | CI.             | Votos           | %               | +/-             |           |     |
| ---- | ------------- | ------------- | ------------- | ------------- | --------------- | --------------- | --------------- | --------------- | --------- | --- |
| 1940 | 1.º           | N/D           | N/D           |               |                 |                 |                 |                 | 172 / 173 |     |
| 1943 | 1.º           | 376 000       | 92,1 / 100,0  |               | 147 / 147       | 25              |                 |                 |           |     |
| 1946 | 1.º           | 1 687 284     | 73,5 / 100,0  | 18,6          | 141 / 147       | 6               |                 |                 |           |     |
| 1949 | 1.º           | 2 031 783     | 93,9 / 100,0  | 20,4          | 142 / 149       | 1               |                 |                 |           |     |
| 1952 | 1.º           | 2 713 419     | 74,3 / 100,0  | 19,6          | 151 / 161       | 9               |                 |                 |           |     |
| 1955 | 1.º           | 5 562 761     | 89,9 / 100,0  | 15,6          | 153 / 162       | 2               |                 |                 |           |     |
| 1958 | 1.º           | 6 467 493     | 88,2 / 100,0  | 1,7           | 153 / 162       | Estável         |                 |                 |           |     |
| 1961 | 1.º           | 6 178 434     | 90,3 / 100,0  | 2,1           | 172 / 178       | 19              |                 |                 |           |     |
| 1964 | 1.º           | 7 807 912     | 86,3 / 100,0  | 4,0           | 175 / 210       | 3               |                 |                 |           |     |
| 1967 | 1.º           | 8 342 114     | 83,9 / 100,0  | 2,4           | 177 / 212       | 2               |                 |                 |           |     |
| 1970 | 1.º           | 11 125 770    | 83,3 / 100,0  | 0,6           | 178 / 213       | 1               |                 |                 |           |     |
| 1973 | 1.º           | 10 458 618    | 77,4 / 100,0  | 5,9           | 189 / 231       | 11              |                 |                 |           |     |
| 1976 | 1.º           | 12 868 104    | 85,0 / 100,0  | 7,6           | 195 / 237       | 6               |                 |                 |           |     |
| 1979 | 1.º           | 8 714 151     | 74,1 / 100,0  | 10,9          | 1.º             | 9 418 178       | 72,8 / 100,0    |                 | 296 / 400 | 101 |
| 1982 | 1.º           | 14 501 988    | 69,4 / 100,0  | 4,7           | 1.º             | 14 289 793      | 65,7 / 100,0    | 7,3             | 299 / 400 | 3   |
| 1985 | 1.º           | 11 588 230    | 68,0 / 100,0  | 1,4           | 1.º             | 10 981 938      | 63,3 / 100,0    | 2,4             | 292 / 400 | 7   |
| 1988 | 1.º           | 9 263 810     | 50,8 / 100,0  | 17,2          | 1.º             | 9 276 934       | 49,3 / 100,0    | 14,0            | 260 / 500 | 32  |
| 1991 | 1.º           | 14 051 349    | 61,4 / 100,0  | 10,6          | 1.º             | 14 145 234      | 61,4 / 100,0    | 12,1            | 320 / 500 | 60  |
| 1994 | 1.º           | 16 851 082    | 50,2 / 100,0  | 11,2          | 1.º             | 17 236 836      | 50,3 / 100,0    | 11,1            | 300 / 500 | 20  |
| 1997 | 1.º           | 11 305 957    | 39,1 / 100,0  | 11,1          | 1.º             | 11 438 719      | 39,1 / 100,0    | 11,2            | 239 / 500 | 61  |
| 2000 | 2.º           | 13 720 453    | 36,9 / 100,0  | 2,2           | 2.º             | 13 800 306      | 36,9 / 100,0    | 2,2             | 207 / 500 | 32  |
| 2003 | 2.º           | 6 166 358     | 23,9 / 100,0  | 13,0          | 2.º             | 6 196 171       | 24,0 / 100,0    | 12,9            | 224 / 500 | 17  |
| 2006 | 3.º           | 11 647 697    | 28,2 / 100,0  | 4,3           | 3.º             | 11 704 639      | 28,2 / 100,0    | 4,2             | 106 / 500 | 118 |
| 2009 | 1.º           | 12 765 938    | 36,9 / 100,0  | 8,1           | 1.º             | 12 809 365      | 36,9 / 100,0    | 8,1             | 241 / 500 | 135 |
| 2012 | 1.º           | 15 166 531    | 31,1 / 100,0  | 5,8           | 1.º             | 15 513 478      | 31,9 / 100,0    | 5,0             | 212 / 500 | 29  |
| 2015 | 1.º           | 11 604 665    | 34,2 / 100,0  | 3,1           | 1.º             | 11 638 556      | 29,2 / 100,0    | 2,7             | 203 / 500 | 9   |

#### Senado
| Data | M. Uninominal | M. Uninominal | M. Uninominal | M. Uninominal | M. Proporcional | M. Proporcional | M. Proporcional | M. Proporcional | Senadores | +/- |
| Data | CI.           | Votos         | %             | +/-           | CI.             | Votos           | %               | +/-             |           |     |
| ---- | ------------- | ------------- | ------------- | ------------- | --------------- | --------------- | --------------- | --------------- | --------- | --- |
| 1964 | 1.º           | 7 837 364     | 87,8 / 100,0  |               |                 |                 |                 |                 | 64 / 64   |     |
| 1970 | 1.º           | 11 154 003    | 84,4 / 100,0  | 3.4           | 64 / 64         | Estável         |                 |                 |           |     |
| 1976 | 1.º           | 13 406 825    | 87,5 / 100,0  | 3,1           | 64 / 64         | Estável         |                 |                 |           |     |
| 1982 | 1.º           | 14 574 114    | 65,0 / 100,0  | 22,5          | 64 / 64         | Estável         |                 |                 |           |     |
| 1988 | 1.º           | 9 263 810     | 50,8 / 100,0  | 14,2          | 60 / 64         | 4               |                 |                 |           |     |
| 1991 | 1.º           | 14 256 447    | 61,5 / 100,0  | 10,7          | 61 / 64         | 1               |                 |                 |           |     |
| 1994 | 1.º           | 17 195 536    | 50,2 / 100,0  | 11,3          | 95 / 128        | 34              |                 |                 |           |     |
| 1997 | 1.º           | 11 266 155    | 38,5 / 100,0  | 11,7          | 77 / 128        | 18              |                 |                 |           |     |
| 2000 | 1.º           | 13 699 799    | 36,7 / 100,0  | 1,8           | 1.º             | 13 755 787      | 36,7 / 100,0    |                 | 51 / 128  | 26  |
| 2006 | 2.º           | 11 629 727    | 28,0 / 100,0  | 8,7           | 2.º             | 11 689 110      | 28,0 / 100,0    | 8,7             | 35 / 128  | 16  |
| 2012 | 1.º           | 17 119 854    | 37,3 / 100,0  | 9,3           | 1.º             | 15 679 729      | 33,1 / 100,0    | 5,1             | 57 / 128  | 22  |